# Helmond Sport in het seizoen 2009/10
Het Seizoen 2009/10 is het 42e jaar in het bestaan van de Helmondse voetbalclub Helmond Sport. De club uit Helmond komt voor de 26e keer op rij uit in de Nederlandse Eerste divisie. In de Eerste divisie eindigde de club uit Helmond op een 8e plaats. In de beker werd de club in de achtste finale uitgeschakeld door FC Twente. In de nacompetitie werd Helmond Sport in de 2e ronde uitgeschakeld door Sparta Rotterdam.